# Munnopsis longiremus
Munnopsis longiremus là một loài chân đều trong họ Munnopsidae. Loài này được Richardson miêu tả khoa học năm 1912.